# .dj
.dj – krajowa domena najwyższego poziomu (ccTLD) przypisana do dżibutyjskich stron internetowych i zarządzana przez Djibouti Teledom (fr. Societe de Telecommunications Internationales de Djibouti).
Domena kojarzona jest ze stronami muzycznymi ze względu na skrót DJ (didżej), jednak nie jest to powszechne skojarzenie, stąd też popularność stron muzycznych z tą domeną nie jest duża.